# Mr. Beef
Mr. Beef é um restaurante localizado em River North, Chicago, Estados Unidos. O estabelecimento especializa-se em "Italian beef", uma sanduíche de carne típica da zona de Chicago. 
O restaurante é mais conhecido por ser a inspiração da série televisiva The Bear.

## Informação
O restaurante era propriedade de Joe Zucchero, tendo começado como uma barraca de comida em 1979. O restaurante vende sanduíches, hambúrgueres, cachorros-quentes, batatas fritas e pizza puff. O restaurante resistiu a problemas financeiros em 2009.
O restaurante é atualmente mais conhecido por ser a inspiração e cenário da série de televisão The Bear, que é precisamente sobre um restaurante de Italian beef em Chicago. Christopher Storer, produtor da série, cita Chris Zucchero, filho de Joe Zucchero, como amigo. A série de televisão mais que duplicou as vendas da loja, passando da venda de 300 sanduíches por dia para mais de 800. O proprietário original do Mr. Beef, Joe Zucchero, morreu em março de 2023, embora o restaurante permaneça aberto.

## Na cultura popular
Além das aparências em The Bear, o restaurante já foi mostrado no Food Wars, The Tonight Show com Jay Leno e The Tonight Show Starring Jimmy Fallon.